# Kerur (Rural), Badami
Kerur (Rural) là một làng thuộc tehsil Badami, huyện Bagalkot, bang Karnataka, Ấn Độ.